# Beemer (Nebraska)
Beemer es una villa ubicada en el condado de Cuming en el estado estadounidense de Nebraska. En el Censo de 2010 tenía una población de 678 habitantes y una densidad poblacional de 654,44 personas por km².

## Geografía
Beemer se encuentra ubicada en las coordenadas 41°55′48″N 96°48′34″O / 41.93000, -96.80944. Según la Oficina del Censo de los Estados Unidos, Beemer tiene una superficie total de 1.04 km², de la cual 1.04 km² corresponden a tierra firme.

## Demografía
Según el censo de 2010, había 678 personas residiendo en Beemer. La densidad de población era de 654,44 hab./km². De los 678 habitantes, Beemer estaba compuesto por el 92.04% blancos, el 0.44% eran amerindios, el 0.15% eran asiáticos, el 5.6% eran de otras razas y el 1.77% pertenecían a dos o más razas. Del total de la población el 7.67% eran hispanos o latinos de cualquier raza.